# Paul Wolfowitz
Paul Dundes Wolfowitz (născut la 22 decembrie1943) 
este un diplomat și politolog evreu-american. A îndeplinit în trecut funcția de adjunct al Secretarului de stat pentru apărare al Statelor Unite,Donald Rumsfeld în anii 1975-1976 și 2001-2005, și cea de președinte al Băncii Mondiale în anii 2005-2007.
Wolfowitz a fost decanul Școlii Paul H.Nitze de Studii Avansate Internaționale SAIS la Universitatea Johns Hopkins.
În prezent lucrează ca cercetător la institutul de cercetare cu orientare conservatoare American Enterprise Institute AEI, ocupându-se cu probleme de economie internațională, probleme ale Africii și ale cooperării dintre sectorul public și cel privat.  El se află începând din 2008 și în fruntea Consiliului pentru afaceri între Statele Unite și Taiwan.   
În trecut a fost ambasador al Statelor Unite în Indonezia.
Ca subsecretar de stat pentru apărare, Wolfowitz s-a numărat printre promotorii așa numitei „Doctrine Bush”, după care Statele Unite trebuie să neutralizeze din timp pericole exterioare, ca de pildă cele legate de terorism, înainte ca acestea să fie traduse în realitate, și aceasta, prin lovituri preventive, și prin încurajarea democratizării în regiunile implicate, de exemplu în Orientul Mijlociu, pentru a înlătura baza de sprijin a organizațiilor teroriste.    
Doctrina aceasta a fost aplicată după Atentatele din 11 septembrie 2001  prin intervenția militară internațională în Afghanistan și declanșarea controversată a celui de-al doilea Război al Golfului(2003-2011) care a dus la răsturnarea dictaturii lui Saddam Hussein în Irak.
Wolfowitz a fost vreme de doi ani președinte al Băncii Mondiale, fiind nevoit să demisioneze după ce a făcut protecție în retribuirea și avansarea partenerei sale de viață de atunci, Shaha Ali Riza, de origine arabă, care era funcționar  superior în cadrul Băncii.

## Copilăria și tinerețea
Paul Wolfowitz s-a născut în 1943 la Brooklyn,în orașul New York, ca al doilea fiu al lui Jacob Wolfowitz (1910-1981),matematician imigrat în anii 1920 din Polonia,și a soției acestuia, Lillian Dundes. El a crescut la Ithaca, Statul New York, unde tatăl său a fost profesor de statistică la Universitatea Cornell  
Familia tatălui rămasă în Polonia a pierit în Holocaust.
Wolfowitz a studiat matematica și chimia la Universitatea Cornell și apoi, spre dezamăgirea tatălui său, a continuat cu științele politice la Universitatea din Chicago.
A fost din tinerețe interesat de politică și diplomație, de pe o poziții opuse dictaturilor și războaielor.
La 14 ani a trăit un an în Israel, în vremea când tatăl său a predat ca profesor invitat la Politehnica din Haifa. Sora sa a emigrat ulterior în Israel.  
În 1963 a participat împreună cu mama sa la Marșul pentru drepturi civile.
La Universitatea Cornell a cunoscut pe profesorul Allan Bloom, unul din discipolii filozofului Leo Strauss și unul din ideologii de referință ai neo-conservatorismului.
În anii 1970-1972 Wolfowitz a predat la departamentul de științe politice al Universității Yale. 
La Universitatea din Chicago și-a redactat sub îndrumarea lui Albert Wohlstetter, teoretician al strategiei nucleare,
teza sa finală asupra pericolului proliferării armelor nucleare în Orientul Mijlociu.
Prin mijlocirea lui Wohlstetter, în vara anului 1969 Wolfowitz, împreună cu alți doi discipoli ai acestuia, Wilson și Richard Perle au fost cooptați în Comitetul pentru Menținerea unei Politici prudente de apărare (Committee to Maintain a Prudent Defense Policy) înființat de Paul Nitze și Dean Acheson, ideologi la vremea respectivă, ai Războiului Rece.

## Cariera politică
În 1972 Wolfowitz și-a început cariera în administrația federală americană.  După o perioada de activism în rândurile Social Democraților US (SDUSA), fracțiune desprinsă din aripa de dreapta a Partidului Socialist din America,s-a regăsit cu alternanță atât în tabăra democrată cât și în cea republicană. S-a împotrivit de la început realpolitik-ului lui Henry Kissinger.
În anii 1973-1977 a fost asistent special la Agenția pentru controlul armelor și dezarmare, și negocierile pentru limitarea armelor strategice SALT. 
A fost angajat la Pentagon în 1977 sub președinția lui Jimmy Carter.
A susținut încă în acea vreme opinia după care regimul lui Saddam Hussein din Irak reprezenta un factor de instabilitate regională. Aceasta într-o vreme în care administrația Carter vedea în acesta o contrapondere în fața Iranului condus de ayatollahul Ruhollah Khomeini. În 1979 Wolfowitz a prezentat un raport detaliat asupra amenințării pe care o reprezenta regimul Saddam Hussein pentru vecinii săi.  
Ca democrat Wolfowitz a fost decepționat de politica administrației lui Jimmy Carter și în noiembrie 1980 a primit cu entuziasm victoria in alegeri a lui Ronald Reagan, care a încarnat mai bine, în opinia sa, idealurile democratice.
Între anii 1982-1985 Wolfowitz a servit ca asistent al secretarului de stat, însărcinat cu politica în Asia de Est și Pacific. În această calitate a fost activ în organizarea tranziției politice din Filipine după răsturnarea regimului lui Ferdinand Marcos, care fusese un vechi aliat al Statelor Unite.
Între anii 1986-1989 a fost ambasador în Indonezia, unde s-a familiarizat cu civilizația islamică.
A fost căsătorit cu Clare Selgin, antropoloagă, absolventă ca și el a Universității Cornell și mama celor trei copii ai săi.
După divorțul a avut câțiva ani ca parteneră de viață pe Shaha Ali Riza,   
Wolfowitz vorbește cinci limbi în afara englezei: arabă, franceza, germana, ebraica și bahasa indonesia.